# Otholobium striatum
Otholobium striatum är en ärtväxtart som först beskrevs av Carl Peter Thunberg, och fick sitt nu gällande namn av Charles Howard Stirton. Otholobium striatum ingår i släktet Otholobium och familjen ärtväxter. Inga underarter finns listade i Catalogue of Life.